# Pielomastax cylindrocerca
Pielomastax cylindrocerca är en insektsart som beskrevs av Wei Ying Hsia och Xiangwei Liu 1989. Pielomastax cylindrocerca ingår i släktet Pielomastax och familjen Episactidae. Inga underarter finns listade i Catalogue of Life.